# Растргани
„Растргани” је југословенски ТВ филм из 1968. године. Режирао га је Марио Фанели а сценарио је написао Леиф Пандуро.

## Улоге
| Глумац          | Улога |
| --------------- | ----- |
| Божидар Бобан   |       |
| Вања Драх       |       |
| Ана Карић       |       |
| Хермина Пипинић |       |
| Иво Сердар      |       |